# Rimsko pravo
Rimsko pravo v historičnem pomenu pomeni pravo rimske družbe, ki se je v tisočletnem trajanju rimske države spreminjalo kot živ organizem. Rimsko pravo pa lahko označuje tudi sistem, ki je plod pravne znanosti iz 11. in 12. stoletja, ko se je na prvih evropskih univerzah začelo sistematično študirati Justinijanovo kodifikacijo. Enega od prvih zapisov rimskega prava predstavlja Zakonik XII. plošč, objavljen na bakrenih ploščah na rimskem forumu leta 449 pr. n. št. in je bil rezultat političnega boja med patriciji in plebejci. Za rimsko pravo so skrbeli rimski uradniki - pretorji, ki so izdajali edikte, v katerih so vsako leto objavili nove temeljne zakone. Posebno obliko rimskega prava so predstavljali sklepi senata. V obdobju dominata, ko je senat izgubljal svojo moč, je cesar zakone sprejemal kar sam.
Rimljani so zakonom posvečali veliko časa, saj so bili ponosni, da njihova država temelji na pravici in pravu. Že v 2. stoletju pr. n. št. so se v Rimu pojavili prvi poklicni pravniki, v času cesarstva pa so nastale šole, kjer so zbirali in razlagali zakone. Rimsko pravo je veljalo le za rimske državljane, ne pa tudi za tujce, ženske, sužnje in otroke. Zato so se morali razviti pravni predpisi tudi za druge prebivalce rimskega imperija. Začela je nastajati pravna znanost.
Zadnjo spremembo je rimsko pravo doživelo v času vladanja vzhodnorimskega cesarja Justinjana I. v 6. stoletju. Objavil je zbirko zakonov, ki so jo poimenovali Justinjanov zakonik. Ta je postal podlaga za razvoj modernega prava.